# تشاريتي وليامز
تشاريتي وليامز هي لاعبة سباعيات رغبي ‏ كندية، ولدت في 20 أكتوبر 1996 في تورونتو في كندا.

## وصلات خارجية
- تشاريتي وليامز على موقع سلسلة سباعيات الرغبي العالمية للسيدات (الإنجليزية)
- تشاريتي وليامز على موقع اللجنة الأولمبية الدولية (الإنجليزية)
- تشاريتي وليامز على موقع أوليمبيديا (الإنجليزية)
- تشاريتي وليامز على موقع اللجنة الأولمبية الكندية (الإنجليزية)